# Golpe Botelho Moniz
O Golpe Botelho Moniz ou Abrilada de 1961 foi uma tentativa de golpe de estado constitucional em 11-12 de Abril de 1961, em Portugal, dirigida pelo general Botelho Moniz, com o objetivo expresso de afastar Salazar da chefia do governo. 

### Motivação
Ministro da Defesa desde 1958, Júlio Botelho Moniz vai passar a ação em 1961.
Tinha sido adido militar em Washington e essa experiência internacional tinha o exposto à insustentabilidade da política colonial. A eleição de John F. Kennedy em Janeiro vai confirmar essa tendência e necessidade de adaptação do regime. Tenta convencer António de Oliveira Salazar para reformular a posição do regime nos meses seguintes. 
Em Fevereiro, Luanda é atacada com 200 homens com catanas e em março a UPA ataca no Norte de Angola levando a massacres com repercussão nacional e internacional.

### Golpe e desfecho
Face à inflexibilidade de Salazar sobre o assunto, Botelho Moniz vira os seus esforços para o então Presidente da República Américo Tomás para demitir Salazar, mas este recusa.
Botelho Moniz passa então a uma "discreta demonstração de força dos altos comandos militares".
Os preparativos foram denunciados, no que o general Kaúlza de Arriaga e o almirante Américo Tomás (apoiantes do Estado Novo) detiveram um papel importante. O insucesso deveu-se, em boa parte, às falhas de organização dos implicados. [Referências Necessárias]

### Rescaldo
Vários dos mais altos chefes militares foram exonerados das suas funções governativas.
Francisco da Costa Gomes foi colocado na chefia do Distrito de Recrutamento e Mobilização de Beja e foi-lhe permitido publicar uma carta no Diário Popular onde explicou que o problema das províncias africanas era “um complexo de problemas do qual o militar é uma das partes que está longe de ser a mais importante”. Sobre esta carta, a embaixada americana, como que antevendo o futuro político de Costa Gomes, comentou: “É possível que se numa data futura as Forças Armadas acharem necessário dispensar os serviços do Dr. Salazar, o coronel Costa Gomes seja, em vez do general Botelho Moniz, a verdadeira solução”. Costa Gomes pôde prosseguir a sua carreira militar, tendo terminado o Curso de Altos Comandos em 1964 e em 1972 é nomeado 7.º Chefe do Estado-Maior-General das Forças Armadas de Portugal, em substituição do general Venâncio Deslandes.

### Envolvidos
- Júlio Carlos Alves Dias Botelho Moniz
- Francisco Higino Craveiro Lopes
- Francisco da Costa Gomes